# Ampelozizyphus
Ampelozizyphus es un género con dos especies de plantas de la familia Rhamnaceae.  Se encuentra en Brasil. Es el único miembro de la tribu Ampelozizipheae.

## Especies
- Ampelozizyphus amazonicus Ducke
- Ampelozizyphus guaquirensis W.Meier & P.E.Berry

## Taxonomía
Ampelozizyphus fue descrito por Adolpho Ducke y publicado en Arquivos do Instituto de Biologia Vegetal 2: 157, en el año 1935. La especie tipo es: Ampelozizyphus amazonicus Ducke. 